# Бланшар, Тереза
Тереза Бланшар (фр. Thérèse Blanchard, 1925, Париж (?), Франция — 1950, Париж, Франция) — парижская девочка, ставшая моделью для более чем десяти полотен французского художника польского происхождения Бальтюса (настоящее имя художника — Бальтазар Клоссовски де Рола) в 1935—1939 годах. На рубеже XX и XXI веков её личность привлекла исследователей из разных стран. В 1998 году вышла статья американской исследовательницы немецкого происхождения Сабины Ревалд, посвящённая Терезе Бланшар, а испанский психоаналитик Ана-Мария Трухильо де Шивер посвятила ей и картинам Бальтюса, изображающим девочку, главу в своей диссертации. В 2013 и 2017 годах состоялись выставки, где были собраны все известные картины Бальтюса, на которых была запечатлена Тереза.

## Биография
С 1936 по 1939 год Бальтюс создал целую серию картин, на которых моделью служит Тереза Бланшар. Тереза и её брат Юбер были соседями художника в Кур де Роан (группа из трёх небольших дворов, датируемых XV веком и оставшихся от дворца архиепископа Руана), недалеко от Площади Одеон в Париже (семья их относилась к рабочему классу и жила вблизи художника в шестом округе Парижа; Бальтюс мог встретить Терезу в бистро, где отец девочки работал официантом, или в ресторане, где он позже был сомелье). Эти дети впервые появляются около 1935 года в небольшом, недатированном эскизе маслом «Тереза и Юбер» (англ. «Thérèse and Hubert», масляная живопись по холсту, размер — 91,4 на 66 сантиметров, Музей Хиршхорн и сад скульптур, Вашингтон), на котором Тереза выглядит на одиннадцать, а Юбер — на девять лет. Старшая девочка сдерживает своего младшего брата, желающего вырваться из её крепких объятий. В этой картине Эндрю Бринк видит ситуацию, возникающую из-за страха нарушения табу, а также состояние мужчины, находящегося во власти женщины. У самого Бальтюса не было сестры, поэтому Бринк предполагает, что в женском образе скрыт намёк на мать художника Баладину Клоссовски. По-иному воспринимает картину испанский психоаналитик: взгляд мальчика «демонический», а его маленькие ноги и большие руки заставляют воспринимать его как гнома-монстра из числа тех, которые позже появятся на картинах художника. Ребёнок, похоже, хочет ускользнуть от своей сестры, которая стремится удержать его, как если бы он собирался совершить ошибку. Девочка бросает взгляд в сторону, словно обращаясь за помощью.
Искусствоведу Сабин Ревалд удалось разыскать многих моделей художника, но этих детей она долго не могла найти. Не удавалось также проследить их судьбу. Ревалд разыскивала Терезу тридцать лет, писала много раз запросы в мэрию каждого округа Парижа, пытаясь найти записи о её рождении и смерти. Наконец 14-й округ ответил, сообщив, что Тереза родилась в 1925 и умерла в 1950 году, в возрасте двадцати пяти лет. Стремясь узнать причину смерти и считая, что это могли быть неудачные роды, искусствовед побывала в больнице, где та умерла. Рассказав о выставке картин Бальтюса в музее Метрополитен, которую в то время она готовила, Ревалд попыталась убедить сотрудников предоставить информацию о смерти девушки, но они отказались, так как Ревалд не была её родственницей. Попытки Ревалд разыскать родственников модели не принесли результатов.

## Тереза Бланшар на картинах Бальтюса
Тереза, по мнению Сабин Ревалд, была угрюмой и не очень привлекательной, но художник изображал в ней интеллект и силу. Из всех девочек, которых Бальтюс рисовал на протяжении жизни, только её имя он использовал в названии картин.
Тереза и её брат Юбер позируют вместе в двух работах маслом (кроме «Терезы и Юбера» ещё и в картине «Дети» 1937 года). Полотно «Дети» (фр. «Les Enfants», 1937, масло, холст, 125 x 129, Лувр, дар Пабло Пикассо) изображает брата и сестру, эту картину в своё время приобрёл у художника Пикассо. Композиция полотна основана на карандашном рисунке Бальтюса к роману Эмили Бронте «Грозовой перевал», который носит название «У меня есть двадцать минут, чтобы написать» и выполнен в 1934—1935 годах (25 x 24 сантиметров, частная коллекция). Бальтюс был заинтригован детством героев романа на Йоркширских болотах, поэтому его иллюстрации охватывают только первую часть романа. Бальтюс наделил Хитклиффа некоторыми особенностями своей внешности, в то время как Кэтрин напоминает Антуанетту де Ватвиль (1912—1997), в которую он тогда был безответно влюблён (позже она стала его первой супругой). Иллюстрации дали ему возможность работать над любимой темой подростков, изолированных в интерьерах от внешнего мира. Эти иллюстрации стали прообразами композиций для многих его более поздних работ. Оба ребёнка кажутся одинокими в пустом интерьере дома в Кур де Роан, где их запечатлел художник, что делает странной их нарочитую игривость. На детях повседневная одежда — на мальчике классический школьный чёрный костюм, а на девочке — юбка, джемпер без рукавов и простая полосатая рубашка. Поглощённые своими занятиями дети кажутся далёкими как друг от друга, так и от зрителя.
Николас Фокс Вебер обращает внимание, что на этой картине брат и сестра существуют словно в разных мирах (искусствовед сопоставляет в этом отношении картину Бальтюса с полотном Никола Пуссена «Нарцисс и Эхо»). Девочка одета в довольно нелепую школьную форму в английском стиле, мальчик — в школьный халат, который выглядит монашеской рясой. Мальчик мечтательно смотрит в пространство перед собой, как будто размышляя о космических просторах. Он упирается коленом в стул, а локтем — в стол, поддерживая рукой подбородок. Фигура подростка, по мнению искусствоведа, показывает его погружённость в свой внутренний мир и гибкость его юношеского тела, которая недоступна взрослому человеку. Лицо Юбера художник изображает, стирая различия между юностью и зрелостью, оно словно существует вне возраста.
Положение тела девочки, по мнению Николаса Фокса Вебера, неправдоподобно. Она стоит на коленях, опираясь на руки, фигура её сильно изогнута (хотя спина неестественно прямая). Её положение тела словно позаимствовано из эпизода авангардной балетной постановки или гимнастического выступления. Художник оставил страницы книги, которую читает девочка, пустыми. Книга в картине является символом мира слов, но этот мир остается невидимым и непознаваемым.
По мнению Сабины Ревалд, особенности картины Бальтюса «Дети» бросаются в глаза при сравнении с изображениями детей в викторианскую эпоху. Британские художники, в отличие от Бальтюса, заполняли интерьеры бездной милых безделушек: чашами фруктов, каминными часами, дорогой посудой. Сохранились минимум два этюда автора к этой картине, их размеры — 15 на 19 и 18 на 15 сантиметров, это — рисунки, которые выполнены карандашом по бумаге, оба они находились к 1984 году в частных коллекциях. Испанский психоаналитик воспринимает эту работу как наиболее удачную работу Бальтюса, изображающую детей.
Тереза позировала также художнику в одиночку или с кошкой, которая ей принадлежала, по крайней мере ещё в десяти других картинах и набросках маслом («Тереза» 1936 года, «Девочка с кошкой» 1937 года, «Мечтающая Тереза» 1938 года, «Тереза» 1938 года, «Тереза на скамейке» 1939 года, «Портрет Терезы Бланшар» 1939 года, «Тереза» 1939 года, «Эскиз к портрету Терезы» 1939 года, эскиз «Три персонажа в интерьере» 1939 года, а также полотно «Жертва», начатое в 1939 году, девочка на котором имеет сходство с Терезой Бланшар, хотя имя её в названии картины отсутствует). Одной из самых ранних среди этих работ является «Тереза» 1936 года (фр. «Thérèse», масло, холст, 60 на 49 сантиметров, частная коллекция, по другим данным, размер — 71 на 62), когда-то принадлежавшая французскому писателю Пьеру-Жану Жуву (1887—1976), который был другом Бальтюса в это время. С нежностью и тонкой интуицией Бальтюс передал серьёзный взгляд девочки, который, в дополнение к тёмному платью, наделяет её хрупким достоинством. Художник сознательно не добавлял никаких деталей или аксессуаров к изображению Терезы. Он сосредоточился на изысканной палитре, используя тёплые землистые тона и различные оттенки коричневого цвета.
Два года спустя в картине «Тереза» 1938 года (фр. «Thérèse», масло, холст, 98 на 79 сантиметров, Метрополитен-музей, Нью-Йорк, инвентарный номер — 1987.125.2), Сабин Ревальд угадывает намёки на искусственную невозмутимость девочки в попытке преодолеть скуку из-за необходимости позировать слишком долго. Композиция напоминает портрет Гюстава Курбе, запечатлевший его сестру, Жюльетт Курбе в 1844 году (масло, холст, 78 на 62 сантиметра, Малый дворец в Париже). Её поза, однако, кажется беззаботной и уверенной в сопоставлении с Терезой Бланшар. Куртка и юбка Терезы также лучше смотрелись бы на взрослой женщине. Тереза на картине молода, но опытна, уязвима, но сурова. Гаиль Леджо отмечает взгляд девочки, направленный на зрителя, но не замечающий его, а положение её тела называет расслабленно элегантным.
Эндрю Бринк воспринимает белую ткань на заднем плане картины как алтарь для культовых сексуальных жертвоприношений, напоминая, что на картине Бальтюса «Жертва» (англ. «The Victim», 1939—1946) женское тело покоится на спине именно на такой белой простыне. Босые ноги девочки на картине «Тереза» 1938 года, по мнению Бринка, являются символом жертвы. Выражение её лица говорит, что она ничего не знает об этой своей роли. Бринк утверждает, что Тереза как жертва мужской агрессии на картинах Бальтюса всегда лишена зловещих коннотаций жертвы. Он считает, что художник изобразил на картине «Тереза» 1938 года уязвимость невинности, которой угрожает пристальное внимание мужчин. Внешность героини картины «Жертва» напоминает Терезу Бланшар, но нет документальных свидетельств, что он когда-либо рисовал её обнажённой, как представлена девушка на этой картине.

### Тереза Бланшар на картине «Мечтающая Тереза»
Бланшар также позировала для картины «Девочка с кошкой» 1937 года (фр. «Jeune fille au chat», масло, холст, 78 на 88 сантиметров, Чикагский институт искусств, это первая картина художника, на которой сосуществуют девочка и кошка) и позже, для более оригинальной и виртуозной версии этой картины «Мечтающая Тереза» 1938 года (англ. «Thérèse Dreaming», фр. «Thérèse  rêvant», масляная живопись по холсту, размер — 149.9 x 129.5 сантиметров, картина была приобретена в 1998 году музеем Метрополитен у Жака и Наташи Гельман, номер картины в каталоге музея — 1999.363.2).

### Тереза Бланшар на картинах 1939 года
В 1939 году Тереза позировала для двух портретов — «Тереза» и «Портрет Терезы Бланшар» (фр. «Thérèse» и фр. «Portrait de Thérèse Blanchard», обе картины находятся в частных коллекциях, выполнены маслом по холсту, размер одной из них — 55 на 46, а другой — 61 на 46,4 сантиметра, сохранился этюд к последнему портрету, где Тереза одета иначе). Тереза, изображённая с двух разных сторон в профиль, оба раза с гибким белым воротником вокруг шеи, выглядит старше своих лет и более мрачной, чем в ранних портретах. В серии портретов Терезы художник демонстрирует юную модель, переживающую эротическое желание, что, по мнению искусствоведов, должно провоцировать зрителя. С другой стороны, художник придаёт своей модели достоинство и значительность, как если бы её рассматривали сверстники.
К 1939 году относится картина «Тереза на скамейке» (англ. «Thérèse on a Bench Seat»). Сохранился эскиз, композиционно связанный с картиной «Тереза на скамейке», который носит название «Три персонажа в интерьере» (фр. «Trois personnages dans un intérieur», 1939, масло на доске, 61 x 53,8 сантиметра, частное собрание). На нём Тереза играет с кошкой в том же положении, что и на полотне «Тереза на скамейке» (там кошка отсутствует), в эскизе на заднем плане присутствуют также фигура, сидящая на заднем плане в кресле за столом, и мужчина, который смотрит в открытое окно, упершись коленом в кресло. Искусствоведы Сотбис высказывали предположение, что это последнее изображение Бальтюсом Терезы Бланшар. В том же 1939 году художник был призван на службу в армию и покинул Париж, вернувшись только после войны.

## Трактовки изображений Терезы Бланшар в культурологии
Крупным современным специалистом по творчеству Бальтюса является научная сотрудница музея Метрополитен и автор нескольких книг по его творчеству Сабина Ревалд. Сабина Ревалд видит в цикле картин Бальтюса, героиней которого стала Тереза Бланшар, драму взросления. Она отмечает, что дети Бальтюса никогда не улыбаются. Они остаются отстранёнными и углублёнными в себя. Часто они задумчивы и поглощены своими грёзами. Эти мечты являются частью полового созревания. Сабина Ревальд находит в картинах Бальтюса с изображением Терезы отголоски литературного творчества Роберта Музиля («Душевные смуты воспитанника Тёрлеса»), Райнера Марии Рильке (в частности стихотворение «Детство», написанное 5 июля 1924 года) и Жана Кокто (роман «Ужасные дети»).
Художественный критик газеты The New Republic Джед Перл настаивает, что, поскольку Сабина Ревалд является рационалистом, она не может уловить гениальность Бальтюса, который был, по его мнению, одним из величайших мечтателей и мистиков XX века. Он пишет, что картины с изображением Терезы можно охарактеризовать как блестящие эксперименты Бальтюса, который стремился проверить пределы своей виртуозности. Художник пробовал здесь разные способы обработки краски, моделирования, структурирования света и пространства.
Синтия Круз предложила иную, отличную от традиционных, трактовку изображений Терезы Бальтюсом. Она пишет: «Вместо того, чтобы видеть в Бальтюсе человека, рассматривающего девочку как объект, как „другого“, можно оценить его изображения Терезы как серию своего рода автопортретов». Она предположила, что Бальтюс увидел себя в юной Терезе. По её мнению, в картине «Тереза на скамейке» (фр. «Thérèse sur une banquette», 1939, Тереза одета в юбку до колена, длинные белые носки, чёрные балетные туфли, оранжевый свитер с белым воротником, как у Питера Пена и с красным поясом вокруг её талии) героиня предстаёт в качестве гимнастки-андрогина. Её рука прижата к полу, глаза закрыты, на лице умиротворённость и небесный свет. Она спит, балансируя между двумя мирами, героиня покидает королевство детства, единственный мир, который она знала. Круз пишет, что картина красива и ужасна одновременно. Поглощённость фантазиями Терезы на картине «Мечтающая Тереза» Круз сравнивает с фотографиями наркоманов Нан Голдин.
На картине «Тереза» 1938 года девочка сидит в кресле, одетая так, что кажется мальчиком. Её одна рука опирается на подлокотник кресла, другая — лежит на обнажённом колене. На всех картинах Бальтюса, особенно в «Терезе», девочка производит впечатление уверенности в себе. Эта Тереза, по мнению Круз, — не девочка, но она и не мальчик, не мужчина, но и не женщина, не ребёнок, но и не взрослый. Бальтюс, по мнению Круз, нарисовал Терезу, как представителя мистического мира. Это, по её мнению, также объясняет страсть и точность, проявляющиеся в изображениях Терезы, но отсутствующие в других работах художника. Такая энергия является прямым результатом проецирования художником самого себя в портреты Терезы, отсюда появляется и мотив засыпания, характерный для этих картин.
Круз отмечает, что, когда рисунки пропавшей кошки сделали его знаменитым, Бальтюс стал восприниматься окружающими как вундеркинд — ни мальчик, ни взрослый человек. Как и все вундеркинды, он проскользнул во взрослую жизнь, потеряв при этом детство, о котором впоследствии тосковал.
Эндрю Бринк отмечает, что изображения Терезы — шедевры Бальтюса, которые раскрывают его заметные педофильские фантазии. Они не являются вульгарно эротичными, но демонстрируют некую известную художнику возбуждающую его тайну этого возраста. Ни один другой художник, по мнению Бринка, не выдерживает в этом сравнение с Бальтюсом. Художник демонстрирует «триумф над травмой», признаётся в том, что он чувствует. Высокие художественные достоинства, по мнению Бринка, отражают нестабильное состояние сексуальной тревоги самого Бальтюса.

## Тереза Бланшар в культуре
Издательство «Penguin» использовало одну из картин Бальтюса с изображением Терезы на обложке издания «Лолиты» Владимира Набокова в 1995 году. Картиной «Мечтающая Тереза» навеяна одна из сцен триллера «В ночной тиши» режиссёра Роберта Бентона. Фильм вышел на экраны в США 19 ноября 1982 года.
Уве Шеффлер прослеживает использование картин Бальтюса, изображающих Терезу Бланшар, в постановочной фотографии XX века такими мастерами, как Эрик Кролл (фотография «Приношение Бальтюсу» по мотивам картин Бланшара «Девочка с кошкой» и «Мечтающая Тереза», сделанная в 1988 году), Джонатан Аббу («Кот Бальтюса», 2015), Джозеф Чен (фотография для нью-йоркского журнала «Spirit and Flesh» по мотивам картины Бланшара «Девочка с кошкой», сделанная в мае 2014 года, где в образе Терезы Бланшар выступила бразильская модель Паула Мулаццани), Хлоэ ван Овермейер («Мечтающая Тереза»), Валери Ламонтань (серия фотографий 2003 года под названием «Стать Бальтюсом»). Японский фотограф Хисадзи Хара, проживавший некоторое время в США, в период между 2006 и 2011 годами создал серию фотографий, которые детально воспроизводят картины Бальтюса, запечатлевшие Терезу Бланшар (серия «Фотографическое воспроизведение картин Бальтюса», фотограф первоначально использовал аналоговые плёночные камеры и метод многократной экспозиции, а с начала 2009 года перешёл на цифровую камеру). Художественные критики отмечали, что в силу того, что работы Хары являются фотографиями реальной девочки, они не производят столь зловещего и провокационного впечатления, как их оригиналы. Чёрно-белые фотографии далеки от сюрреалистического мира картин французского художника и выглядят, «как кадры из утраченного японского формалистического фильма, в котором персонажи существуют в пространстве между реальностью и сновидением». Фотографии были сняты в японской клинике Хара (построена в 1912 году, с момента её закрытия в 1960 году больше не использовалась, поэтому мебель и реквизиты относятся ко времени функционирования её как медицинского учреждения). Ещё одну серию фотографий, воспроизводящих картины Бальтюса, в том числе и с Терезой Бланшар, создал британский фотограф и кинорежиссёр Грег Уильямс.
Современный австралийский скульптор Эбби Паркс создала в 2002 году серию работ, воплощающих в бронзе картины Бальтюса «Тереза» (1938), «Мечтающая Тереза» и «Тереза на скамейке»
Литературный журнал «The Minnesota Review» опубликовал стихотворение Элизабет О’Брайен «Тереза на скамейке, 1939», посвящённое одноимённой картине Бальтюса.